# Android Pie
Android Pie (кодовое название Android P во время разработки, также известный как Android 9) — девятая версия операционной системы Android.
Первая превью-версия системы вышла 7 марта 2018 года. Первая бета-версия системы вышла 8 мая 2018 года, вторая, третья и четвёртая бета-версии вышли 6 июня, 2 и 25 июля 2018 года соответственно.
Финальная версия Android 9.0 под названием Pie вышла 6 августа 2018 года для смартфонов серии Google Pixel и для смартфона Essential Phone.
В августе 2018 года Google объявила о том, что выпустит осенью версию Android Pie Go Edition, которая является легковесной версией Android Pie.
Android Pie стала последней версией Android, которому присвоили название сладости. Начиная с Android 10, Google прекратила присваивать новым версиям Android названия сладостей.
По состоянию на 4 августа 2022 года 14,5 % (▼−1,7 % по сравнению с предыдущим обновлением за май 2022 года) устройств Android работали под управлением Pie, что делает его третьим по популярности версией после Android 10 и Android 11.
Android Pie получил неоднозначные отзывы. Вскоре после запуска несколько пользователей устройств Pixel 2 и Essential Phone отметили сокращение времени автономной работы. По мере того, как Android Pie стал доступен для большего количества телефонов, некоторые пользователи на разных устройствах сообщали об аналогичных сравнениях. Начиная с Android 9, приложения, предназначенные для старого API, запускались с уведомлением о старой версии, что раздражало многих пользователей.

## Возможности
Android Pie имеет следующие возможности:
- Новый пользовательский интерфейс для быстрого меню настроек[39].
- Часы сдвинулись влево в панели уведомлений[40].
- «Док» теперь имеет полупрозрачный фон.
- Заставка батареи больше не отображается оранжевым наложением на панели уведомлений и состояния.
- К параметрам питания добавлена кнопка «Снимок экрана».
- Новый режим блокировки, который отключает биометрическую аутентификацию один раз.
- Закругленные углы в пользовательском интерфейсе.
- Новые переходы для переключения между приложениями или действия в приложениях.
- Более полные уведомления о сообщениях, где полная беседа может быть получена в уведомлении, полномасштабных изображениях и умных ответах.
- Поддержка выреза экрана.
- Переработанный ползунок громкости.
- Экспериментальные функции (которые в настоящее время скрыты в меню под названием Feature Flags), такие как переработанная страница «О телефоне» в настройках, автоматическое включение Bluetooth во время вождения и так далее.
- DNS поверх TLS[41].
- Поддержка HEIF.
- Новый системный интерфейс на основе жестов, перемещающий ОС, как на iPhone X, удалил домашнюю кнопку и многозадачную кнопку.
- Появился переработанный, горизонтальный многозадачный переключатель приложений с панелью поиска Google и встроенным ящиком приложений.
- Функция «Digital Wellbeing» препятствует чрезмерному использованию телефона.
- Помещение телефона лицевой стороной вниз приведет к отключению уведомлений[42].
- Адаптивная батарея, которая максимизирует мощность аккумулятора, назначает приоритеты приложениям, которые пользователь, скорее всего, будет использовать дальше.
- Улучшенная функция адаптивной яркости, которая изменяет яркость экрана на основе личных предпочтений пользователя.
- Always-On Display сейчас скрывает уведомления.
- Новая кнопка «Назад» в панели навигации.
- Ручной выбор темы оформления.
- Иконку блокировки изменения ориентации можно увидеть в панели уведомлений.
- Если ориентация экрана заблокирована, а пользователь повернул устройство, в строке навигации появляется дополнительная кнопка. Если на неё нажать, ориентация переключается.
- Кнопка переключения клавиатуры отображается на панели навигации, когда клавиатура активирована.